# Вилар Сан Костанцо
Вила̀р Сан Коста̀нцо (на италиански: Villar San Costanzo; на пиемонтски: Ël Vilar San Costans, Ъл Вилар Сан Костанс, на окситански: Vilar San Coustans, Вилар Сан Кустанс) е село и община в Северна Италия, провинция Кунео, регион Пиемонт. Разположено е на 605 m надморска височина. Населението на общината е 1513 души (към 2010 г.).